# Clifton (New York)
Pour les articles homonymes, voir Clifton.
Clifton est une municipalité du comté de St. Lawrence, dans l'État de New York. Sa population était de 751 habitants lors du recensement de 2010.

## Géographie
Clifton se trouve dans le nord de l'État de New York, au sein du parc Adirondack.
La municipalité s'étend sur 150,35 milles carrés (389,4 km2), dont 15,99 milles carrés (41,41 km2) d'étendues d'eau, correspondant principalement au lac Cranberry.

## Histoire
La localité est fondée en 1866, lors de l'ouverture d'une mine de fer par la Clifton Iron Company. La Town of Clifton est créée deux ans plus tard, le 21 avril 1868, à partir de territoires appartenant jusqu'alors à Pierrepont.

## Démographie
Selon l'American Community Survey de 2018, la population de Clifton est blanche à 95 %, le reste de ses habitants étant principalement métisses. Son âge médian de 54,6 ans est supérieur d'environ 17 ans à l'âge médian national.
Le revenu médian par foyer y est de 48 068 dollars, inférieur à celui de l'État de New York (65 323 dollars) et des États-Unis (60 293 dollars). Parallèlement, la municipalité connaît un taux de pauvreté plus important à 20,8 % (contre 13,6 % et 11,8 %),.